# Magnus Fredrik Wulfcrona
Magnus Fredrik Wulfcrona, född 19 april 1781 på Gross-Lüdershagen, Pommern, död 18 oktober 1834 i Löderups socken, Kristianstads län, var en svensk ryttmästare, tecknare och grafiker.
Han var son till överstelöjtnanten Adolf Magnus Wulfcrona och Johanna Christina Bohnstedt och från 1806 gift med Fredrika Gustava Bohnstedt. Wulfcrona blev löjtnant vid Norra skånska kavalleriregementet 1802 och fick ryttmästares avsked 1805. Han ägde godset Zarrendorf vid Stralsund som han sålde 1831 för att slutligen slå sig ner på Hagestaborg i Löderups socken. Som konstnär medverkade han i Konstakademiens utställningar. Wulfcrona är representerad vid Nationalmuseum med en etsning i akvatint.